# Márcio Miranda Freitas Rocha da Silva
Márcio Miranda Freitas Rocha da Silva conegut com a Marcinho (Campinas, Brasil, 20 de març de 1981) és un exfutbolista brasiler, i posteriorment entrenador de futbol. Com a jugador disputà un partit amb la selecció del Brasil.